# 肯特·马西
约瑟夫·肯特·马西（英語：Joseph Kent Massey，1952年4月2日—），生于奧克拉荷馬市，美国男子帆船运动员。他曾代表美国参加1996年夏季奥林匹克运动会帆船比赛，获得一枚铜牌。